# Anisia
Anisia de Salónica (Salónica, Tesalia, Grecia, 284 - puerta de Casandra, 304), fue una virgen y mártir cristiana del siglo IV.
Anisia nació en una familia cristiana rica en Salónica. Se dedicó a los votos de castidad y pobreza, orando y ayudando a los pobres. La leyenda de su martirio declara que, en 304, un soldado romano la detuvo mientras se dirigía a misa. Descubriendo que era cristiana, la golpea, y tenía la intención de arrastrarla a un templo pagano para sacrificar a los dioses romanos. Cuando le arrancó el velo (un recordatorio de su voto de castidad), ella le escupió en la cara, y él la asesinó con su espada.